# Veckersviller
 Veckersviller  es una comuna        y población de Francia, en la región de Lorena, departamento de Mosela, en el distrito de Sarrebourg y cantón de Fénétrange.
Su población en el censo de 1999 era de 255 habitantes.
Está integrada en la Communauté de communes du Pays de Fénétrange .

## Demografía
| 299 | 280 | 254 | 235 | 222 | 255 |
| Para los censos de 1962 a 1999 la población legal corresponde a la población sin duplicidades (Fuente: INSEE [Consultar]) |     |     |     |     |     |